# Haplodontium
Haplodontium là một chi rêu trong họ Bryaceae.